# 足立区立中川東小学校
足立区立中川東小学校（あだちくりつ なかがわひがししょうがっこう）は、東京都足立区大谷田一丁目にある公立小学校。略称は「中東」（なかひがし）。

## 概要
足立区東部の住宅街の中、周囲に区立おおやた幼保園や区立中川小学校、区立第十二中学校、東京都立足立東高等学校といった教育機関が多数立地する文教地域の一角に位置する。卒業生徒の多くは足立区立第十二中学校や近隣の公立中学校へ進学する。
3年次以上の学年では特に算数科の授業で習熟度別に5クラスに分け、少人数制授業による基礎学力と応用力の定着を図っている。また2学期制を導入している。
PTAの設立はその年の秋と遅れたため、開校記念式典は11月11日に挙行された。以後この日が開校記念日として学校の休日となっている。
開校当初の生徒児童数は中川小学校からの移籍児童684名を含む852名22学級であった。しかし、現在は300人に満たない人数で11学級になっている。

## 教育目標
- やさしい子
- かしこい子
- たくましい子

仲良く助け合いすすんで頑張るやさしい子を育て、よく考えすすんで学ぶかしこい子を育て、体を鍛え安全に気をつけるたくましい子を育てることを目指すべく教育活動を行っている。また子供ひとりひとりの良さを活かすべく、教育だけでなく知育と徳育がバランスよく整えられた学校像を理想に据えている。

## 学校生活

### クラブ活動
運動部
- バスケットボールクラブ
- 陸上クラブ
- 卓球クラブ
- バドミントンクラブ

文化部
- 将棋・オセロクラブ
- 音楽クラブ
- 科学クラブ
- 家庭科クラブ

### 委員会活動
- 児童会
- 集会委員会
- 飼育委員会
- 栽培委員会
- 体育委員会
- 保健委員会
- 給食委員会
- 図書委員会
- 放送委員会

（広報委員会）

## 歴代校長
1. 新堀巧　（在任：1980年 - 1982年）
2. 吉本雄幸　（在任：1982年 - 1986年）
3. 加藤昭和　（在任：1986年 - 1989年）
4. 小貫績　（在任：1989年 - 1993年）
5. 矢沢幸一郎　（在任：1993年 - 1996年）
6. 鈴木昇三　（在任：1996年 - 2000年）
7. 中田博　（在任：2000年 - 2005年）
8. 吉岡博明　（在任：2005年 - 2009年）
9. 篠達司　（在任：2010年 - 2012年）
10. 西澤武　（在任：2012年 -

## 学校諸元

### 交通
- 常磐緩行線：亀有駅下車
  - 東武バス八潮車庫・木曽根行き：中川小学校前下車徒歩2分

### 校歌
- 作詞：門倉訣
- 作曲：田村徹

全3曲構成

## 沿革

### 開校の背景
1972年（昭和47年）に日立製作所亀有工場の土浦移転が決定されると、同列の関連工場群もこの地域から同時移転することとなり、跡地に大谷田団地と下水処理場の建設が決定された。当時、この地域の初等教育機関は足立区立中川小学校のみであった。団地が竣工して新規入居者が大挙としてこの地域に移住した場合、当然として学生児童数も増えることが予想された。その場合、既存の中川小学校だけでは学生児童が溢れてしまうことは明白であり、急遽として団地建設と同時に開設されたのがこの中川東小学校である。なお、学校用地も日立建機工場跡地である。

### 年表
- 1975年（昭和50年）12月25日　足立区立中川東小学校用地（11,812m2）買収
- 1979年（昭和54年）--月--日　校舎建設起工
- 1980年（昭和55年）2月1日　初代校長新堀巧就任
- 同年3月31日　校舎竣工
- 同年4月1日　足立区立中川東小学校開校
- 同年9月2日　障害者学級「ことばの教室」開級
- 同年10月20日　校旗完成・受領
- 同年11月11日　校歌完成。開校記念式典祝賀式挙行（11月11日を開校記念日とする）
- 1982年（昭和57年）4月1日　2代校長吉本雄幸就任
- 1986年（昭和61年）3月25日　温室・水生植物園・水稲園完成
- 同年4月1日　3代校長加藤昭和就任　/　障害者学級「きこえの教室」開級
- 1989年（平成元年）4月1日　4代校長小貫績就任
- 同年10月5日　ベルモント市交流使節団来校
- 1990年（平成2年）10月31日　AVシステム設備設置完了
- 1993年（平成5年）4月1日　5代校長矢沢幸一郎就任
- 1994年（平成6年）4月1日　ボランティア活動普及事業推進校指定
- 1996年（平成8年）4月1日　6代校長鈴木昇三就任
- 1997年（平成9年）9月29日　コンピュータールーム開設
- 2000年（平成12年）4月1日　7代校長中田博就任
- 2003年（平成15年）4月1日　教育課題推進校委託（二期制試行）
- 2004年（平成16年）4月1日　教育課題推進校委託、がんばる学校支援制度指定校
- 2005年（平成17年）4月1日　8代校長吉岡博明就任　/　教育課題推進校委託
- 2010年（平成22年）4月1日　9代校長篠達司就任